# 유량 (하간혜왕)
하간혜왕 유량(河間惠王 劉良, ? ~ 기원전 6년)은 중국 전한의 황족 · 제후왕으로, 하간왕이다. 하간효왕 유경의 아들이며 유원의 아우다.

## 생애
원래는 상군의 고령(庫令)으로 일하고 있었는데, 형 하간왕 유원이 거듭 살인해 기원전 38년에 왕위를 잃고 봉국이 폐지됐다가 건시 원년(기원전 32년) 정월 정해일에 하간나라를 다시 세우면서 하간왕이 됐다. 유학에 정통한 조상 하간헌왕의 행실을 본받아, 어머니 태후가 죽자 예법에 따라 삼년상을 지냈고, 애제에게서 종실의 모범으로서 1만 호를 더 받았다. 하간혜왕 27년(기원전 6년)에 죽어 아들 유상이 계승했다.

## 가계
- 하간효왕 유경
  - 하간왕 유원
  - 하간혜왕 유량
    - 하간왕 유상
    - 남창후 유우